# Paraguai nos Jogos Pan-Americanos de 2015
O Paraguai competiu nos Jogos Pan-Americanos de 2015 em Toronto de 10 a 26 de julho de 2015. O país competiu em 10 esportes com 33 atletas e conquistou 3 medalhas, uma de prata e duas de bronze.